# 海から来たサムライ
海から来たサムライ（うみからきたさむらい）は、矢作俊彦と司城志朗共著の長編小説の第3作目である。元大日本帝国海軍士官の鹿島丈太郎が行方不明のハワイ王国の王女に明治天皇からの勅旨を届ける物語。

## 背景
1810年にカメハメハ1世により建国されたハワイ王国は1840年に新憲法を発布し立憲君主国家となった。1874年に即位したカラカウア大王の治世で米国からの移民、資本流入が増加し米国寄りの勢力が拡大した。カラカウア大王の死去の後に王位を継いだ妹のリリウオカラニ女王は政治力・統率力に乏しく、政府は米国の傀儡政権となっていた。ハワイの反米勢力は英国に留学中の王女カイウラニを呼び戻し新たな女王として擁立し王国の存続を願ったが、英国から帰国した直後に王女は行方不明になってしまった。愛国党のロバート・ウィルコックスらはこの事態を打開するために日本へ窮状を訴えてきた。

## あらすじ
鹿島丈太郎は大日本帝国海軍の士官であったがフランスから巡洋艦 畝傍を回航する際の事件が原因で退役していた。1892年、丈太郎は政府関係者から明治天皇の勅旨をハワイのカイウラニ王女に届けるように要請され政府が手配した一党と共にヴェルマ・ヴァレント号に乗船した。
ハワイに上陸した丈太郎らは行方不明の王女が軟禁されている場所を突き止めたが、そこは米国のドール財閥の私兵に厳重に守られていた。仲間に犠牲を出しながらも何とか一度は王女には会えたものの王女自身の頼みで一旦引き下がった丈太郎らの背後で米国から圧力をかけられた日本政府は撤退を命じてきた。
丈太郎らは政府の命令を無視して再び王女奪還に動き出す。目指すは米国の正規兵が守る要塞化されたダイヤモンドヘッド。奇想天外な方法で殴り込んだその先には丈太郎にとって因縁浅からぬものが待ち受けていた。

## 登場人物
鹿島丈太郎
元大日本帝国海軍士官。
川地剛士
大日本帝国海軍大尉。
輝次郎
書生。
一色孝也
爆発物の専門家。
松浦善彦
一色孝也の弟分。怪力。
樋口月心
剣の使い手。
雅堂
忍びの者。
南方熊楠
粘菌の研究者。
エドウィン・ホーンブロアー
ヴェルマ・ヴァレント号 船長
ハリー・モーガン
一等船客の米国人。
マーシャル・モンク
米国の富豪。
ジョン・ネイランド＝スミス
ロイズ商会の英国人。
カイ
ネイランド＝スミスの息子。
サンフォード・B・ドール
ドール財閥の当主。

## 主要な登場機材
- コルト・ライトニング・ダブルアクション・３８口径（Colt Lightning）
- スプリング・フィールド銃（Springfield Model 1873）
- コルト・アーティラリー
- ガトリング式手動機関砲
- 畝傍 (防護巡洋艦)
- 浪速 (防護巡洋艦)